# Isnos
Isnos ist eine Gemeinde (municipio) im Departamento Huila in Kolumbien.
Der archäologische Park San Agustín mit Artefakten der San-Agustín-Kultur, der sich insbesondere über Teile des Gebiets der Gemeinden San Agustín und Isnos erstreckt, gehört zum UNESCO-Weltkulturerbe.

## Geographie
Isnos liegt im Süden von Huila in der Subregion Subsur auf einer Höhe von 1700 Metern in den kolumbianischen Anden, 228 km von Neiva entfernt. Die Gemeinde nimmt etwa 1,81 % der Fläche von Huila ein. Isnos hat eine Jahresdurchschnittstemperatur von 18 °C. An die Gemeinde grenzen im Norden Saladoblanco, im Osten Pitalito, im Süden San Agustín und im Westen San Agustín sowie Puracé im Departamento del Cauca.

## Bevölkerung
Die Gemeinde Isnos hat 26.141 Einwohner, von denen 6277 im städtischen Teil (cabecera municipal) der Gemeinde leben (Stand: 2022).

## Geschichte
Bereits ab etwa 1653 existierte eine kleine Siedlung an der Stelle des heutigen Ortes, aber erst ab 1939 wurde der Ort als San José de Isnos offiziell von Jesús Hermógenes Rodríguez gegründet. Seit 1958 hat Isnos den Status einer Gemeinde. In der jüngeren Geschichte ist die Erklärung des archäologischen Parks San Agustín mit Artefakten der San-Agustín-Kultur zum UNESCO-Weltkulturerbe 1995 bedeutsam, wobei sich der Bestandteil Alto de los Ídolos y Alto de las Piedras auf dem Gebiet der Gemeinde Isnos befindet.

## Wirtschaft
Die wichtigsten Wirtschaftszweige von Isnos sind Landwirtschaft (insbesondere werden Zuckerrohr und Kaffee angebaut), Milchproduktion, Teichwirtschaft und Bergbau.